# Heterotaxie
Eine Heterotaxie (altgriechisch ἕτερος héteros, deutsch ‚verschieden‘, τάξις táxis, deutsch ‚Anordnung‘) beschreibt eine Verlagerung der Organe im Brustkorb oder Bauchraum von der rechten auf die linke Seite oder umgekehrt. Solche Fehlbildungen werden auch Lateralisationsdefekt genannt. Da es vielfältige Möglichkeiten eines solchen Rechts/Links-Austausches gibt, ist sie Merkmal verschiedener Erkrankungen. Ein vollständiger Austausch heißt Situs inversus (totalis) und macht eigentlich keine Probleme. Ist nur ein Teil der Organe auf die Gegenseite oder im Sinne eines Situs ambiguus in die Mittellinie verlagert, treten meist auch unterschiedliche Herzfehler, Fehlbildungen der Nieren und der Gallenwege oder sogenannte Mittelliniendefekte auf. Alle Heterotaxien zusammengenommen kommen etwa bei einem von 15.000 Menschen vor.

## Ursache
Obwohl über die genaue Ursache dieser Störung noch wenig bekannt ist, wurden inzwischen verschiedene Gene identifiziert, darunter ZIC3, ACVR2B, LEFTY A und CFC1, die bei der Links-Rechts-Orientierung in der Embryonal-Entwicklung eine Rolle spielen. Allerdings verursachen heterozygote Mutationen in diesen Genen lediglich etwa 3 % aller Heterotaxien. Der Schweregrad der Fehlbildungen innerhalb betroffener Familien ist sehr unterschiedlich. Unter den erblichen Varianten der Heterotaxien wurden am häufigsten ein autosomal-rezessiver, seltener ein autosomal-dominanter und am wenigsten häufig ein x-chromosomaler Erbgang gefunden. Letztere werden durch das ZIC3-Gen verursacht, welches auf dem X-Chromosom liegt.

## Symptome
Häufige Herzfehler, die im Rahmen einer Heterotaxie durch eine gestörte Drehung der Ausflussbahn in der Entwicklung des Herzens entstehen, sind eine Transposition der großen Arterien oder ein Double outlet right ventricle. Ist der Herzfehler mit einem Fehlen der Milz (Asplenie) verbunden, spricht man auch vom Ivemark-Symptomenkomplex, benannt nach dem Erstbeschreiber Björn Ivemark. Eine Asplenie wird als Lateralisationsdefekt aufgefasst, bei dem der gesamte Organismus Eigenschaften der rechten Körperhälfte hat (rechte Isomerie). Ebenso häufig finden sich viele kleine Milzen (Polysplenie), wobei im Umkehrschluss der ganze Körper die Eigenschaft der linken Körperhälfte haben soll (linke Isomerie). Da sogar paarige Organe nie ganz symmetrisch sind, können auch Lungen, Nieren oder Nebennieren betroffen sein, indem die Symmetrie vertauscht ist oder ganz fehlt. Mittelliniendefekte findet man insbesondere bei den X-chromosomal vererbten Mutationen im ZIC3-Gen in Form von Fehlen des Riechhirns (Arhinenzephalie), Myelomeningozele, Gaumenspalte, Anomalien der Harnwege und Fehlbildungen der Steißwirbel und des Afters.